# Lilla Björnmossjön
Lilla Björnmossjön är en sjö i Falu kommun i Dalarna och ingår i Gavleåns huvudavrinningsområde. Sjön är 3,5 meter djup, har en yta på 0,521 kvadratkilometer och är belägen 307,2 meter över havet. Vid provfiske har bland annat abborre, braxen, karpfisk (obestämd) och mört fångats i sjön.

## Delavrinningsområde
Lilla Björnmossjön ingår i det delavrinningsområde (674888-151963) som SMHI kallar för Mynnar i Storsjön. Medelhöjden är 346 meter över havet och ytan är 17,28 kvadratkilometer. Det finns inga avrinningsområden uppströms utan avrinningsområdet är högsta punkten. Vattendraget som avvattnar avrinningsområdet har biflödesordning 3, vilket innebär att vattnet flödar genom totalt 3 vattendrag innan det når havet efter 104 kilometer. Avrinningsområdet består mestadels av skog (89 procent). Avrinningsområdet har 0,52 kvadratkilometer vattenytor vilket ger det en sjöprocent på 3 procent.

## Fisk
Vid provfiske har följande fisk fångats i sjön:
- Abborre
- Braxen
- Karpfisk obestämd
- Mört
- Sik